# Groitzscher See
Der Groitzscher See ist ein Tagebaurestloch auf dem Gebiet der Stadt Groitzsch im südlichen Landkreis Leipzig in Sachsen. Er entstand aus dem 1991 frühzeitig stillgelegten Tagebau Groitzscher Dreieck und ist Teil des Leipziger Neuseenlands.

## Geografie

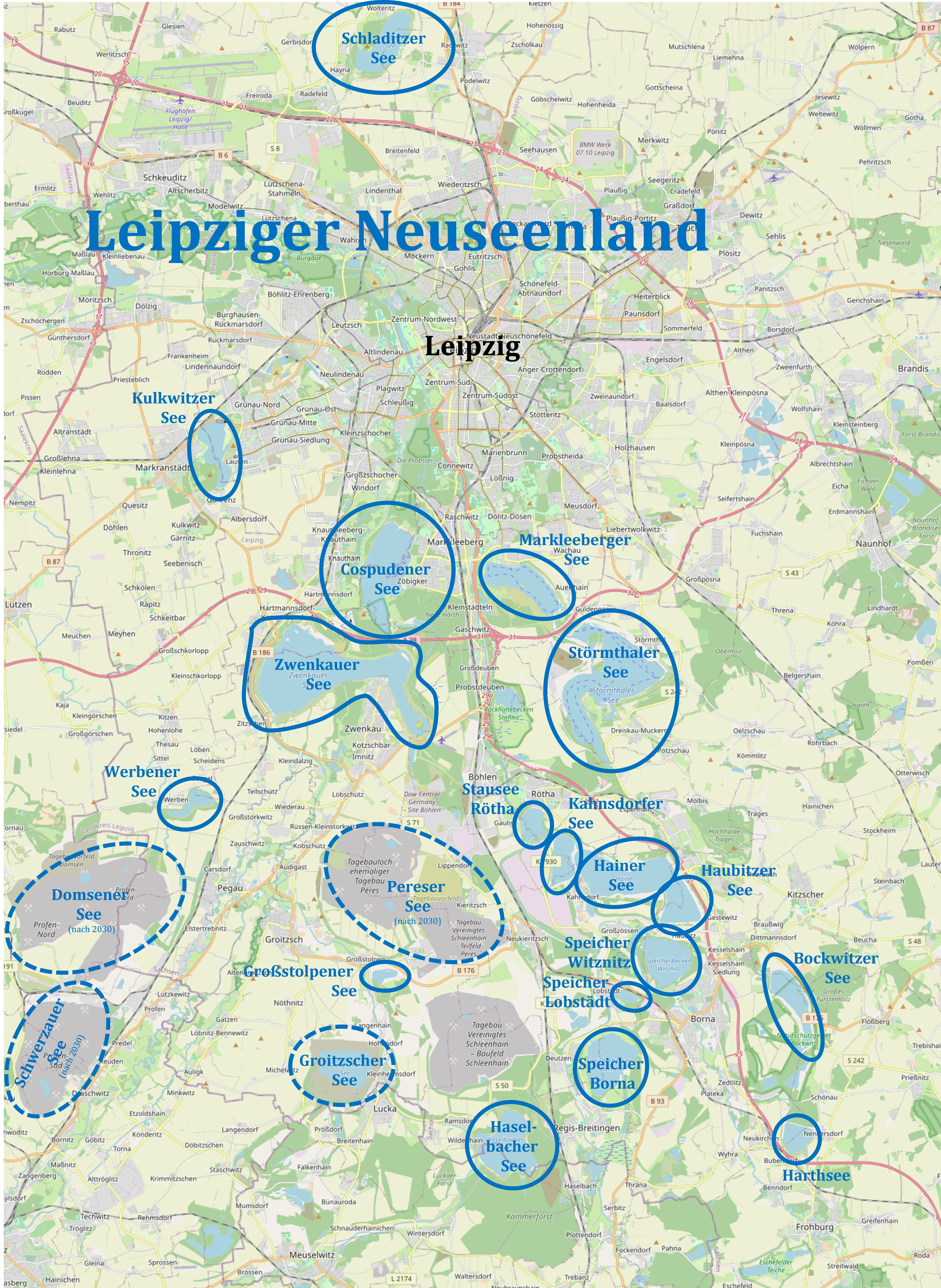
Der See als Teil des Leipziger Neuseenlandes im Südwesten des Gebietes

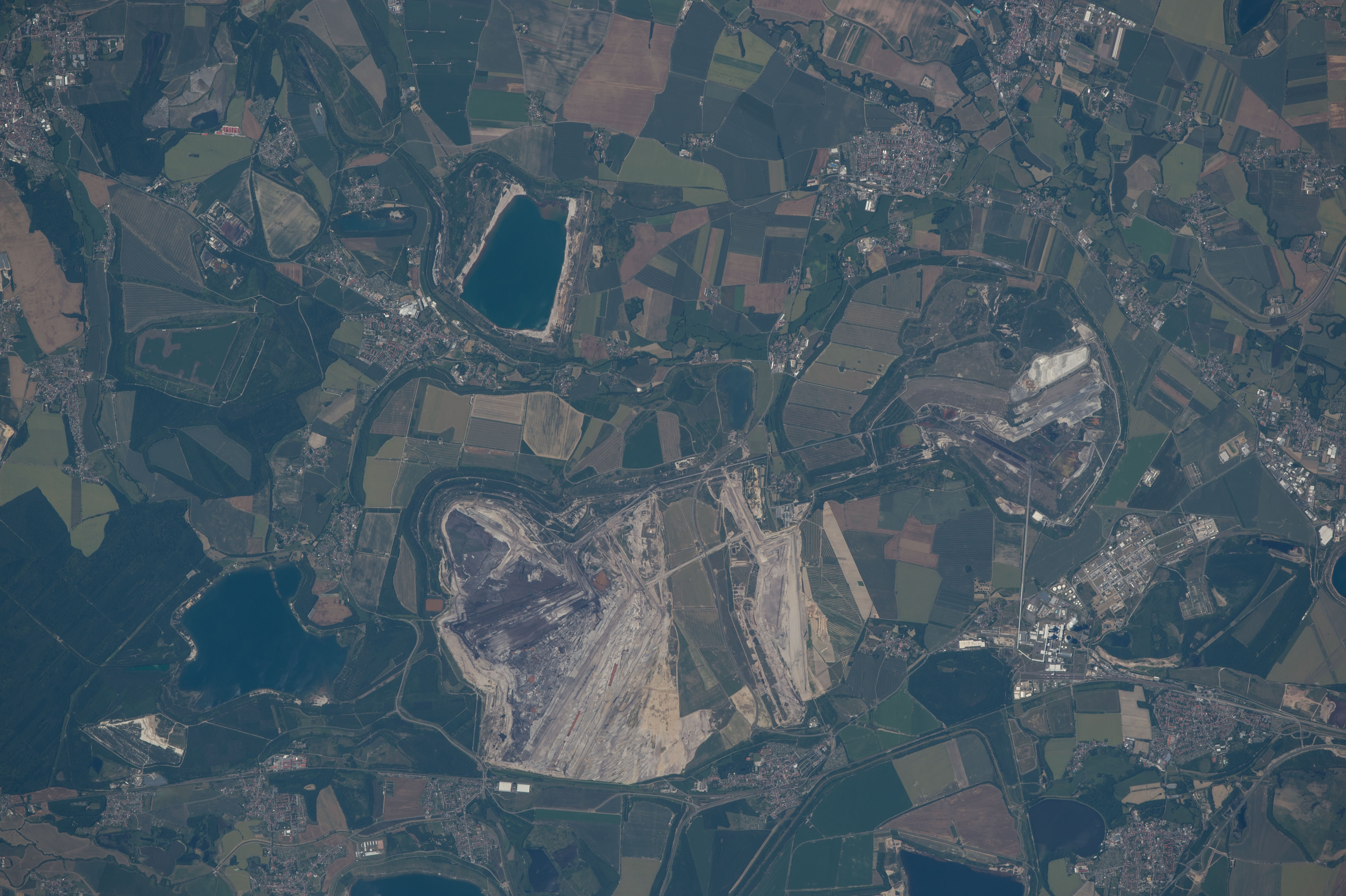
Luftaufnahme der ISS-Expedition 48 vom Juni 2016 von der Region: Mitte oben der sich füllende Groitzscher See in Trapezform. Norden ist hier rechts im Bild.

Der See liegt unmittelbar an der Landesgrenze zu Thüringen, wo sich im Meuselwitz-Altenburger Braunkohlerevier zahlreiche weitere Tagebaurestlöcher befinden. Die Stadt Lucka im Altenburger Land grenzt direkt an den See, ebenfalls nahegelegen ist der Groitzscher Ortsteil Hemmendorf, welcher durch die Entstehung des Groitzscher Sees nur noch über Thüringen erreichbar ist. Im benachbarten Bornaer Braunkohlerevier befinden sich weitere Restlöcher, unter anderem der Haselbacher See.

## Geschichte
Nachdem der Tagebau Groitzscher Dreieck im Jahr 1991 stillgelegt wurde, begann die Rekultivierung des Areals. Nach Rückbau der Großgeräte und Stabilisierung der Böschungen begann die Flutung des Restlochs durch Grundwasser. Der See wird voraussichtlich bis 2050 vollständig geflutet sein.